# غشاء الأمعاء الشحمي الصغير
غشاء الأمعاء الشحمي الصغير أو الثرب الصغير (بالإنجليزية: lesser omentum) هو طبقتين من الصفاق أو الغشاء البريتواني (البطني المصلي) الممتد من الكبد إلى الحافة المقوسة الصغرى للمعدة وجزء من الاثني عشر.

## البنية
يكون رقيقا جدا، وهو امتداد لطبقتي الصفاق أو الغشاء البريتواني التي تغطي سطحي المعدة (والجزء الأول من الإثني عشر) الأمامي العلوي والخلفي السفلي. وهاتان الطبقتان من الغشاء البريتواني تمتدان من القوس الأصغر للمعدة والحافة العليا للاثني عشر إلى أن تصل بوابة الكبد.
على يسار بوابة الكبد يلتصق الغشاء بحفرة للقناة الوريدية ductus venosus وتذهب من هناك إلى الحجاب الحاجز وهناك تنفصل الطبقتين عن بعضهما البعض لتحتضن الجزء السفلي من المريء.
على اليمين من بوابة الكبد تمتد الطبقتان وتكوّنان حافة حرة أمامية هي الحافة الأمامية للثقبة الثربية.

## التقسيمات التشريحية
هذا الغشاء يقسم تشريحيا إلى أربطة كل منها يبدأ اسمه بكلمة «كبدي» لتدل على أنها تتصل بالكبد.
- رباط كبدي معدي.
- رباط كبدي الاثني عشري.
- رباط كبدي حجاب حاجزي.
- رباط كبدي مريئي.

## صور إضافية

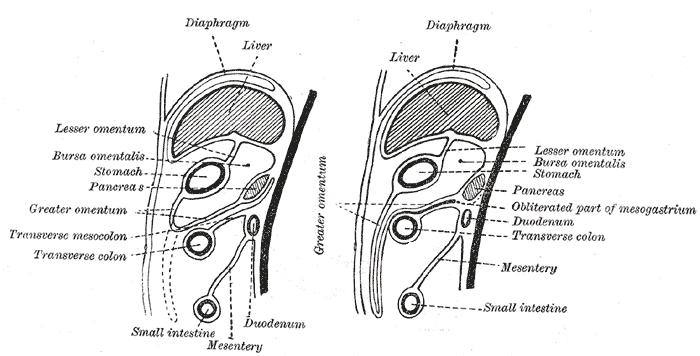
الصور التخطيطي يوضح تطور غشاء الأمعاء الشحمي الكبير والقولون المساريقي المستعرض.
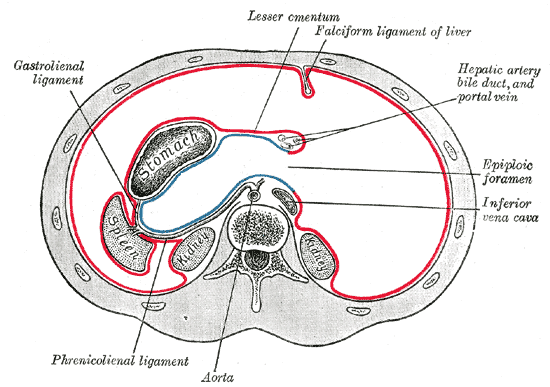
ترتيب أفقي للغشاء البطني المصلي في الجزء العلوي للبطن.
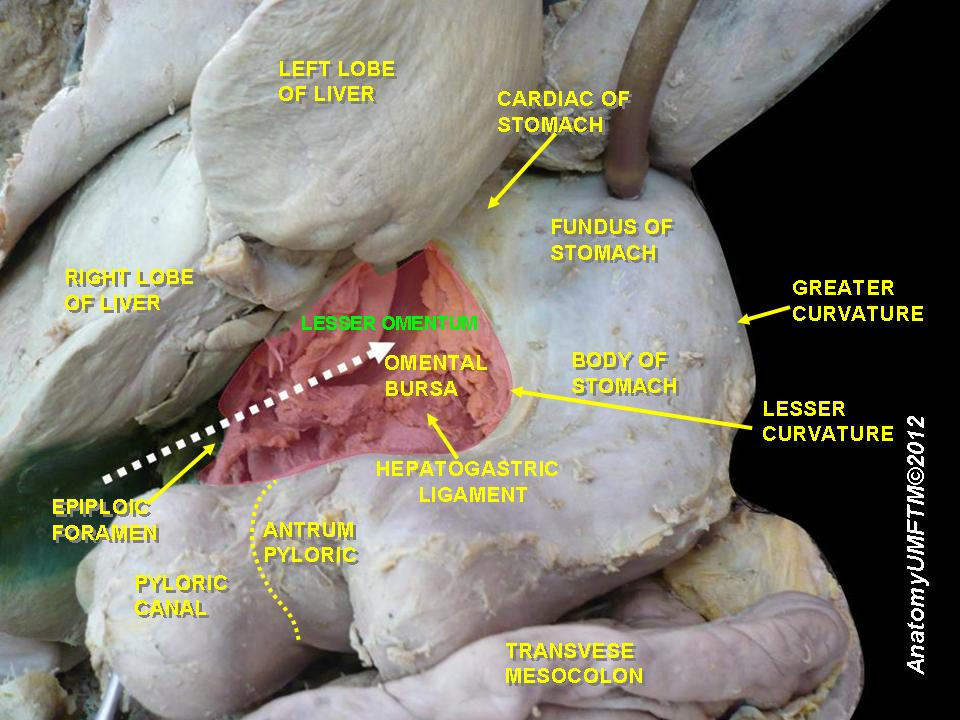
غشاء الأمعاء الشحمي الصغير يمتد من الكبد للمعدة والإثني عشر.